# Pedro de Bourges
Pedro de Osma o Pedro de Bourges (Bourges, Francia, ca. 1040 – Palencia, 2 de agosto de 1109) fue un monje cluniacense, obispo de Osma y fundador de la ciudad de El Burgo de Osma. Es venerado como santo por la Iglesia católica.

## Biografía
Pedro de Bourges nacido en Francia hacia el año 1040; recibió una educación cristiana y siguió la carrera militar, pero decidió retirarse y comenzó a hacer vida religiosa, ingresando en la Abadía de Cluny y haciéndose allí monje benedictino.
Mientras tanto, Alfonso VI de León que quería introducir la reforma cluniacense en sus territorios, buena parte de ellos reconquistados hacía poco a los musulmanes, pidió al abad de Cluny que enviara monjes a sus reinos. Los monjes, comandados por Bernardo de Sauvetat, reorganizaron el monasterio de Sahagún. Cuando Alfonso VI conquistó Toledo, el abad de Sahagún fue nombrado arzobispo de la ciudad. Ya como obispo, Bernardo volvió a pedir al abad de Cluny que enviara más monjes para continuar su labor.
Fue enviado, entonces, Pedro de Bourges, que se dedicó a difundir la reforma de Cluny en Sahagún y en otros monasterios benedictinos. El obispo Bernat lo llamó a Toledo, donde fue archidiácono de la sede y secretario personal del obispo, ocupándose de la organización de la nueva diócesis y destacando por su laboriosidad y piedad.

### Obispado de Osma

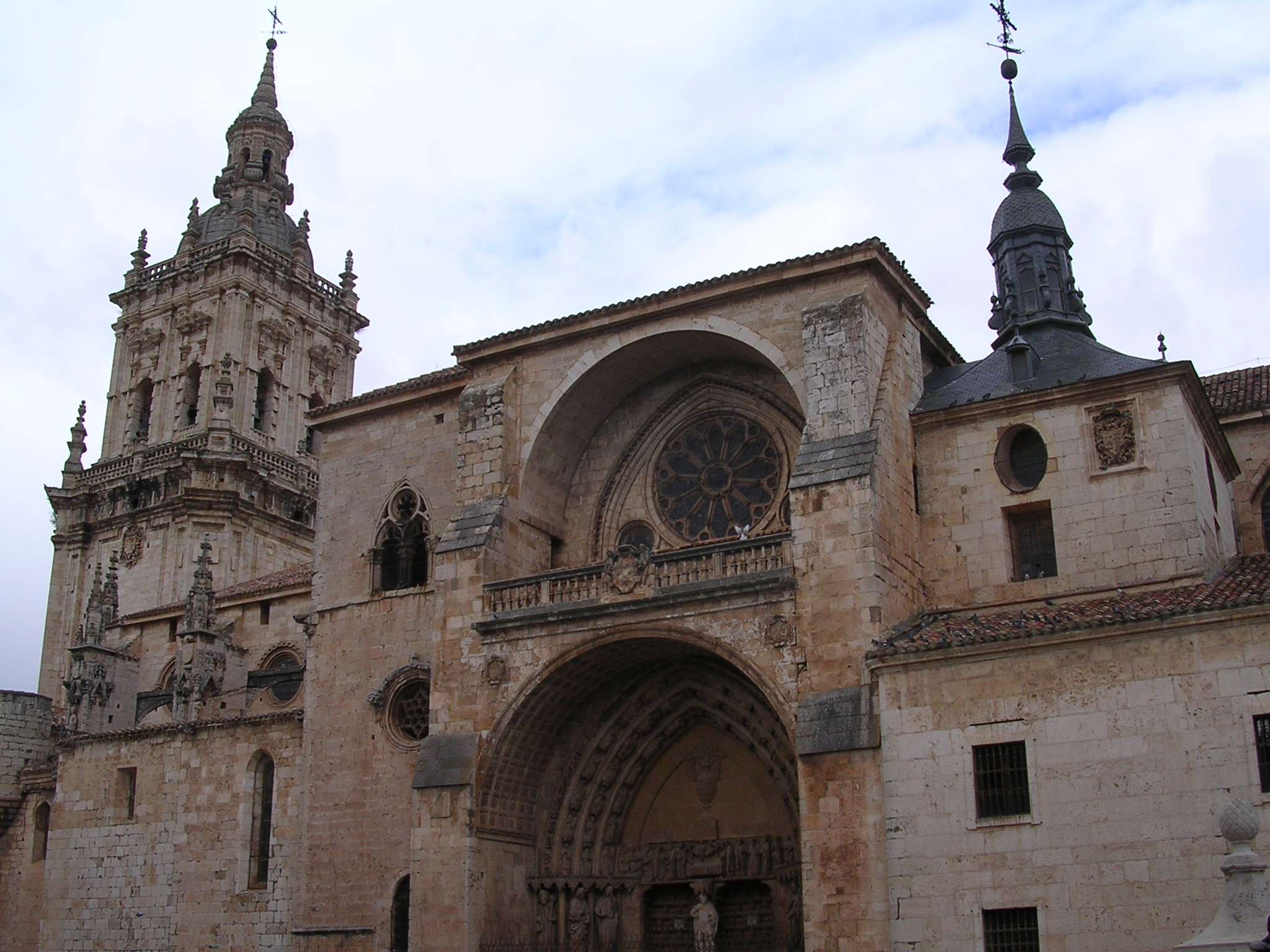
Catedral del Burgo de Osma.

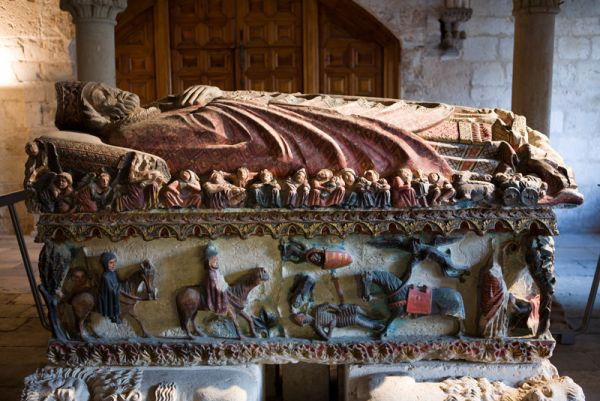
Antiguo sepulcro del santo obispo, ca. 1250 (Catedral de El Burgo de Osma).

Alfonso VI buscaba alguien que se hiciera cargo de la nueva diócesis de Osma que había de erigirse en territorios de Soria conquistados recientemente. El arzobispo de Toledo recomendó a Pedro y éste fue nombrado obispo de Osma en 1101. La diócesis era pobre y Pedro se encargó de organizarla y donde se encontraba el monasterio de Santa María estableció la nueva sede y comenzó a construir una catedral. Alrededor originó una ciudad que se convertiría en la actual villa de El Burgo de Osma.
Además, fomentó el establecimiento de monasterios y la reforma de la vida eclesiástica, eliminando abusos y conductas corruptas, además de luchar por los derechos de la Iglesia frente a los nobles. En 1109 visitó a Alfonso VI, ya enfermo, en Toledo y asistió a la muerte y el entierro en Sahagún. De camino hacia El Burgo de Osma, enfermó de peste, murió en Palencia el 2 de agosto de 1109.
Su cuerpo fue llevado, por deseo propio, a la catedral de Osma, donde empezó a ser venerado como un modelo de prelados.

## Veneración
En tiempos del obispo Gil (1246-1261) fue trasladado a un sepulcro policromado, que se conserva en la actualidad; en 1551 fue nuevamente trasladado a una capilla que lleva el nombre del santo. La fama de santidad y milagros traspasó las fronteras de la diócesis y empezó a tener culto público ya en el siglo XIII, donde consta en los libros litúrgicos de Ciudad Rodrigo, Salamanca, Santiago de Compostela y Toledo. El 10 de enero de 1259, el obispo de Córdoba, Fernando de Mesa, concedió 40 días de indulgencia a quien visitara la catedral de Santa María de Osma el aniversario de la muerte o la traslación del cuerpo del santo. El Burgo de Osma escogió a San Pedro de Osma como santo patrón.